# LGA 1151
LGA 1151 är en processorsockel avsedd för stationära datorer, tänkt att ersätta den äldre LGA 1150.
LGA betyder Land Grid Array, vilket innebär att moderkortet inte har hål utan istället pins. 